# Římskokatolická farnost svatého Mořice Olomouc
Římskokatolická farnost svatého Mořice Olomouc  je územní společenství římských katolíků, jehož farním kostelem je kostel sv. Mořice v Olomouci v děkanátu Olomouc olomoucké arcidiecéze.

## Historie farnosti
Do roku 1146 bývali faráři benediktini z Klášterního Hradiska, od nějž přijala právo prezentovat faráře olomoucká kapitula.

## Sakrální stavby ve farnosti
- Kostel svatého Mořice
- kostel Neposkvrněného početí P. Marie

## Duchovní správci
- Benedictus (cca 1015)
- Renegatus (cca 1030)
- Budimirus († 13. II. 1067)
- Paulus de Letovicz († 1077/78)
- Joannes  († 1081)
- Bermarius († 9. 6. 1087)
- Oneš († 1107)
- Julizlaus († 1127)
- Blasius († 1146)
- Deocarus seu Bogumilus († 1148)
- Thomas († cca 1152)
- Isaac († 21. III. 1158)
- Gallus († 29. I. 1189)
- Balduinus, origine nobilis Romanus († 13. I. 1203)
- Joannes († 28. XI. 1207)
- Walter († 5. III. 1209)
- Arnold († 1221)
- Conradus Woysl († 1243)
- Nicolaus († 1251)
- Bartholomeus († 1253)
- Joannes II. ()
- Heribort a Füllstein (rezignoval 1261)
- Bartholomeus II. († 1262)
- Nicolaus de Mdonicz († 4. VIII. 1280)
- Cyrus († 22. XII. 1281)
- Fridericus († 29. VII. 1298)
- Wolframus († 1306)
- Witko († 5. XII. 1314)
- Leo († 1316)
- Dluhomil (rezignoval 1325)
- Bartholomeus III. (rezignoval 1330)
- Jakub († 1350)
- Bořita Stoss († cca 1361)
- Fridericus II. († 1379)
- Wilhelmus Cartelanger († 1390)
- Laurentius de Cholina († 1409)
- Albertus Červinin († cca 1419)
- Kuneš ze Zvole (1419–1430 (pak biskupem))
- Gallus II. (1432–cca 1442)
- Nicolaus de Pruss (1443–1454/1455)
- Joannes de Amberg (1455–cca 1463)
- Petrus Stern (1464–1479)
- Adam Kemmenetter (1480–1487)
- Zikmund ze Švábenic (1487–1491)
- Joannes Hermannus (1491–1504)
- Jan z Jemnice (13. IV. 1504 – 1508 )
- Wenceslaus nobils Bodenstätter seu Podstatski (1508–1510)
- Joannes de Hammelburg (1510–1515)
- Marcus Lang (1516–1518)
- Bartholomeus Schwantzer (1518–1529)
- Joannes de Schönberg (1530–1535)
- Joannes Abwinter de Hammelburg (1535–1536)
- Simon Rosentritt (1536–1551)
- Casparus Teuschl (1551–† 2. IX. 1553)
- Daniel Ducius (1553–1554)
- Jan Had z Hadrsdorfu (1554–1561)
- Daniel Prochelius (1573–1575)
- Jan Němčický (1575–1576)
- Ekard ze Schwoben (1576–1579)
- Joannes Martini (1579–1593)
- Joannes Grünwald (1593–1606)
- Martin Václav z Griefenthalu (1606)
- David Pipper (1606–1626)
- Mathaeus Harteneck (1626–1641)
- Melchior Pollinger (1641–1652)
- Joannes Woitius (administrátor 1643–1651)
- Adam Mořic Tabernator de Sternfels (1653–1657)
- Jan Kryštof Orlík z Laziska (1657–† 1667)
- Ferdinand Schröffel ze Schröffenheimu (1667–†1702)
- Václav František sv. p. Košínský z Košínu (1702–1721)

### Probošti od sv. Mořice
- František Řehoř Giannini (1722–1758, 1731 první probošt)
- Antonín Josef von Quentell (1758–†1774)
- Jan Matěj Butz z Rollsbergu (1774–1780)
- Josef Ignác Butz z Rollsbergu (1780–1793)
- Jan Buol (1793–1812)
- Emerich Sztaray von Nág-Mihály (1812–1815)
- Karel Zinneburg (1815–1827)
- Maxmilián Josef Sommerau-Beckh (1827–1835)
- Alois Josef Schrenk (1835–1838)
- Antonín Arnošt Schaffgotsche (1838–1839)
- Filip Szápáry (1839–1843)
- Eduard Unkrechtesberg (1843–1867)
- Gustav de Belrupt-Tyssac (1867–1871)
- Emanuel Pötting-Persing (1871–1881)
- Josef Hanel (1882–1892)
- Jan Wache (1892–1896)
- Jan Weinlich (1897–1898)
- Jan Pánek (1898–1899)
- Josef Grimmenstein (1899–1918)
- Josef Tittel (1918–1928)
- Alois Demel (1928–1932)
- František Horák (1934–†1935)
- Jan Lochmann (1936–?)
- Bohumil Nerychel (1978–1991)
- František Hanáček (od 1991)